# Chapelle Carafa
La chapelle Carafa (Cappella Carafa) est une chapelle à l'avant du transept droit de la basilique de la Minerve à Rome, en Italie. Elle comporte un cycle de fresques réalisées par Filippino Lippi. Elle est l'une des chapelles les plus importantes conçues à Rome dans la période et le style du début de la Renaissance, entre 1488 et 1493. Y est représentée la gloire de la Vierge Marie et de saint Thomas d'Aquin, docteur de l'Église et dominicain. La chapelle porte le nom de son donateur, le cardinal Oliviero Carafa, issu de la famille Carafa, une famille noble napolitaine.

## Histoire
Le cardinal Oliviero Carafa, patron de la chapelle et cardinal protecteur des dominicains à partir de 1478, se montre particulièrement généreux envers la basilique Santa Maria sopra Minerva et son monastère, l'un des principaux sites dominicains de Rome. Il est membre des dominicains, qui à l'époque administrent l'église, et son palais était situé à proximité. Il choisit de faire de cette chapelle, jusque-là dédiée à la Vierge, sa chapelle funéraire. Construite en l'honneur de saint Thomas d'Aquin à la fin du XVe siècle, elle est consacrée en 1493. La décoration de la chapelle est placée sous un double patronage, celui de la Vierge et celui de saint Thomas d'Aquin.
Sur la recommandation de Laurent de Médicis dit « le Magnifique », le cardinal décide de confier la réalisation des fresques de la chapelle à l'artiste florentin presque trentenaire Filippino Lippi. Pour le peintre, il s'agit de son premier grand cycle de fresques et de sa première (et unique) œuvre à Rome. Lippi interrompt ses travaux dans la chapelle Strozzi de Mantoue à la basilique Santa Maria Novella de Florence qu'il avait commencés en 1487 et qu'il achèvera en 1502. Des documents attestent la présence de Lippi à Rome dès le 27 août 1488, en collaboration avec son assistant Raffaellino del Garbo. Comme le pape Alexandre VI effectue une visite officielle à l'église pour la fête de l'Annonciation en mars 1493, il visite la chapelle nouvellement achevée à la fin des cérémonies L'ensemble du programme de la chapelle est un manifeste religieux, héraldique et diplomatique des vertus du cardinal. Les fresques de la petite pièce attenante, destinée à l'origine à abriter la dépouille du cardinal, mais qui n'a jamais été utilisée, sont  peintes par Raffaelino del Garbo. Le cycle de fresques raconte l'histoire de Virginie et d'autres thèmes liés à la chasteté.

## Description

### Portail d'entrée
Le portail d'entrée de la chapelle - conçu avec la forme d'un arc de triomphe - est formé de pilastres corinthiens massifs et cannelés, avec un large entablement et un arc où est inscrit : DIVAE MARIAE VIRGINI ANNVNTIATAE ET DIVO THOME AQVINAT SACRVM (Sanctuaire de la divine Vierge Marie Annunziata et du divin Thomas d’Aquin). L'exécution est attribuée à Mino da Fiesole, Andrea del Verrocchio et Giuliano da Maiano. La petite inscription sur la pierre angulaire mentionne le cardinal Carafa. Les deux putti à droite et à gauche de l'entablement sont d'Andrea del Verrocchio. L'ornementation riche et imaginative se retrouve dans tous les éléments architecturaux (apparents).

### Mur du fond
Pour la fresque du mur du fond de la chapelle Carafa, Filippino Lippi a repris l'architecture du portail de la chapelle et a ainsi créé une impression spatiale d'un impact, d'une profondeur et d'une taille remarquables. En fusionnant une architecture en partie réaliste et en partie peinte, il parvient à un sens illusionniste de l'espace. Le mur derrière le retable semble s'ouvrir sur un monde spirituel. La représentation naturaliste de l'espace et du paysage ainsi que les expressions faciales et les gestes différenciés des personnes individuelles, créent une relation directe et sont typiques de la peinture du début de la Renaissance. La subdivision du ciel et de la terre, du monde terrestre et spirituel, est créée par des lignes de perspective et l'utilisation de la lumière ; plusieurs niveaux de l'image sont suggérés au spectateur. Le point focal est le retable avec l'Annonciation et, comme dans d'autres sphères et apparaissant éloignées, bien que peintes spatialement sur le même plan, l'Assomption de Marie. Les sujets représentés incluent un navire romain avec une branche d'olivier, une allusion au commandement d'Oliverio Carafa de la flotte papale (1472) contre les Turcs. Lippi a copié le navire d'un relief romain dans la basilique Saint-Laurent-hors-les-Murs (maintenant aux  musées du Capitole ) À droite et à gauche du retable se trouve la représentation des apôtres, liés au monde terrestre par leur coloration et leur style.

#### Annonciation

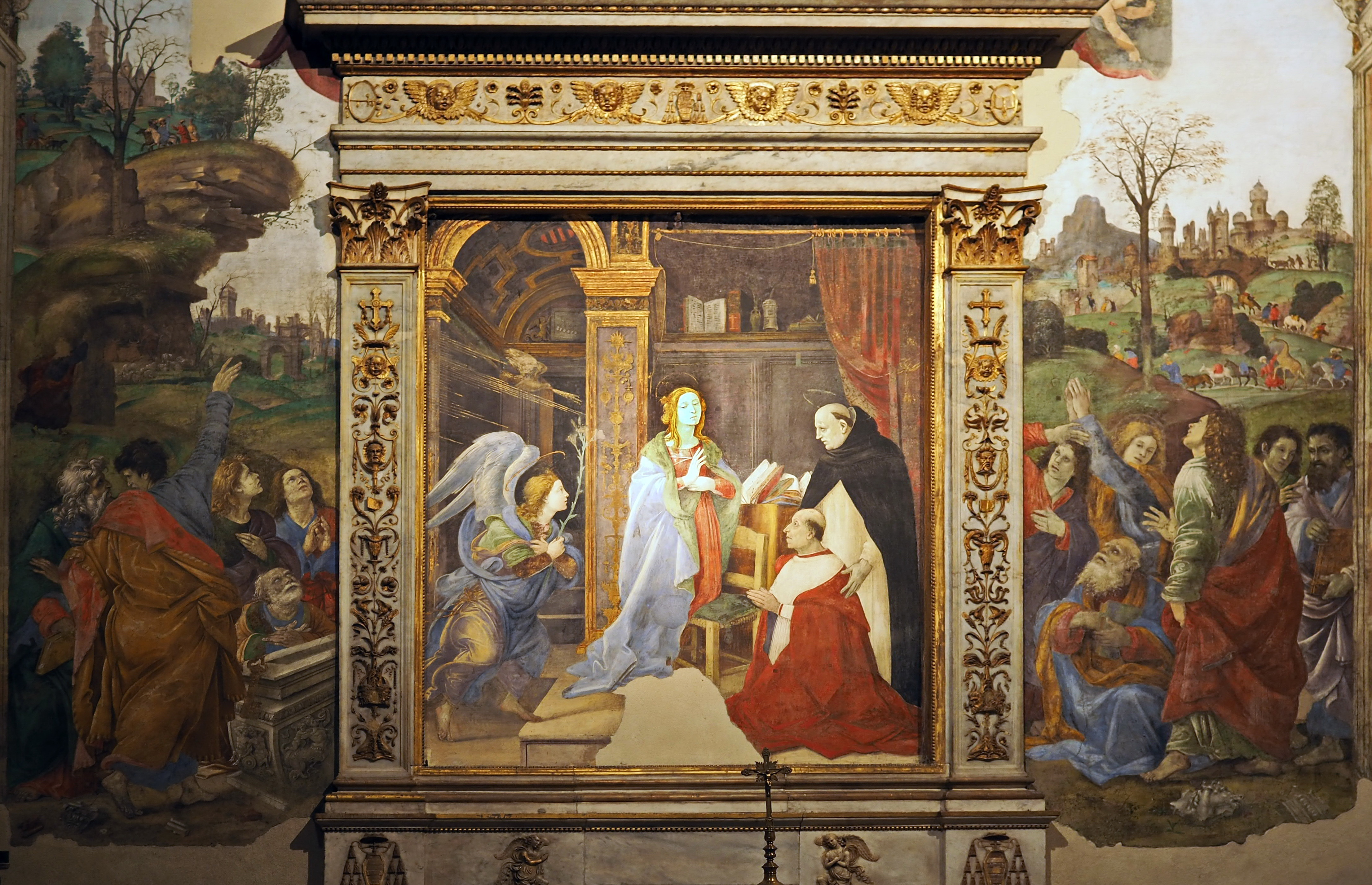
Annonciation.

La fresque est située au-dessus de l'autel de la chapelle. Elle est encadrée de deux pilastres sculptés à chapiteaux corinthiens décorés de grotesques témoignant de l'influence des fresques de la Domus aurea de l'empereur Néron, redécouverte dans les années 1480. Dans l’architecture fictive de l’espace représenté dans l’œuvre, cette représentation des décorations dorées est prise en compte.
L'extrémité supérieure est formée par un entablement avec une frise d'anges, de guirlandes et de palmettes. La large bande en stuc au-dessus de l'entablement est richement décorée de volutes, de vases et de masques masculins et est couronnée d'une corbeille de fruits. Elle souligne la séparation visuelle des mondes. La partie inférieure du retable a été endommagée lors de la mise en place du tabernacle. Au centre du retable se tient la Vierge Marie, la main levée en signe de bénédiction, tournée vers le cardinal agenouillé, tandis que d'un côté, elle voit descendre l'archange Gabriel, vêtu d'une robe flottante et guidé par les rayons de lumière et la colombe du Saint-Esprit. La présence du donateur est un thème commun, comme dans l'Annonciation d' Antoniazzo Romano dans la même église. Cependant, Marie est ici représentée à la fois comme regardant l'ange, et en même temps, s'adressant et bénissant avec sa main droite, Carafa. Marie se tient devant un bureau avec des livres ouverts, comme si elle venait de les lire. Thomas d'Aquin en habit dominicain les regarde et présente le cardinal. Derrière, le rideau levé révèle une nature morte dans une niche murale : une étagère avec des livres et une carafe en verre, symbole de pureté, avec une branche d'olivier. Ces deux derniers éléments forment un rébus du nom d'Oliviero Carafa. Le vestibule de gauche, avec les armoiries de la famille Carafa au centre de la voûte en berceau, reprend la forme de la chapelle funéraire attenante. L'attitude de Marie est interprétée de telle manière que l'Église catholique joue le rôle fondamental de médiateur dans le salut et que des saints, comme Thomas d'Aquin, se tiennent aux côtés des croyants en tant qu'avocats et modèles de vertu. La représentation du récit biblique dans un environnement matériel présent, ainsi que Marie dans un double rôle au moment de l'Annonciation, représente une nouveauté dans l'histoire de l'art de cette époque.

#### Assomption de Marie

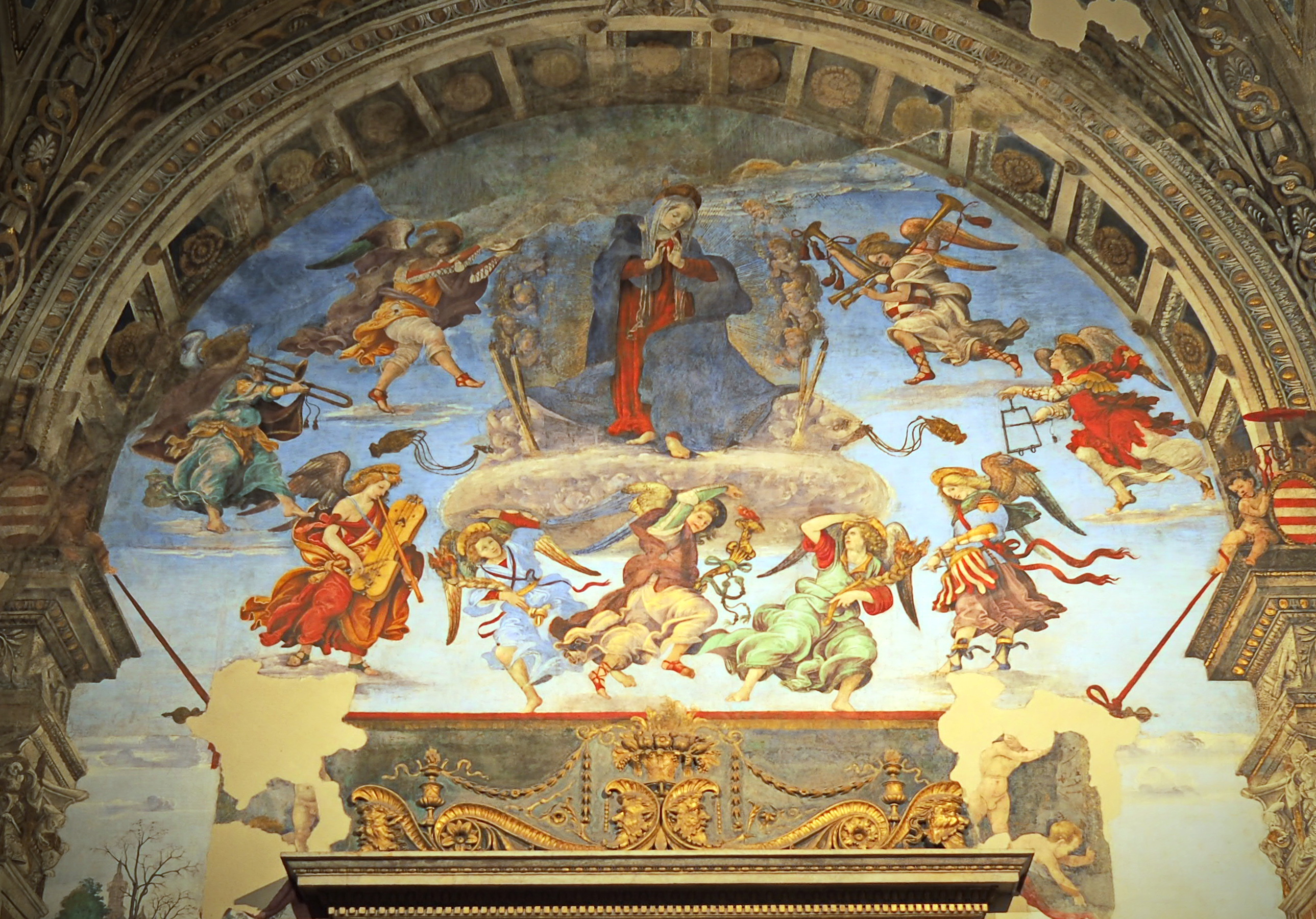
Assomption de Marie (détail).

De part et d'autre du retable, les apôtres dirigent le regard du spectateur vers le miracle qui s'accomplit dans le ciel : l'Assomption de la Vierge. Saint Pierre est appuyé sur un sarcophage à gauche, et saint Paul, à droite, s'agenouille et lève les yeux vers la Bienheureuse Vierge Marie. Saint Thomas (à gauche), qui n'était pas présent au jour de l'Ascension, dirige les yeux de tous vers le ciel avec son bras tendu.
Derrière les Apôtres serpente une procession colorée de personnes et d'animaux exotiques sortant d'une ville fortifiée, peut-être une allusion à l'accueil triomphal fait au cardinal au retour de l'expédition navale. Filippino Lippi a probablement vu la girafe à Florence : elle fut donnée à Laurent le Magnifique quelques années plus tôt et suscita un vif intérêt parmi la population. Intronisée au-dessus de tout, la Vierge Marie, regardant vers le bas, s'élève sur une nuée soutenue par trois anges avec des torches, symboles de l'illumination spirituelle, et accompagnée de chérubins agitant de l'encens. Elle est drapée d'une auréole dorée et d'une mandorle de chérubins bleus, symboles de la sagesse divine. Une ronde d'anges jouant de la musique donne à l'événement une grande vivacité, qui est soulignée par le jeu des lignes des plis et des rubans volant autour des robes : en haut à droite dans le sens des aiguilles d'une montre, figurent un ange avec une cornemuse, un avec un psaltérion, ou un triangle, dont un avec un tambour attaché autour de la taille. À gauche de Marie, plus loin dans le sens des aiguilles d'une montre, un ange frappe un tambourin à cordes tout en jouant d'un galoubet, une longue flûte à une main, au-dessus d'un ange avec un trombone à coulisse. L'ange au tambourin rythme le festival des sons qui reflètent l'harmonie céleste. Les instruments sont typiques des musiques militaires de l'époque et sont une autre allusion au succès naval de Carafa en Turquie. Les deux anges à droite et à gauche, qui tiennent le blason du cardinal dans leurs mains et le présentent à tous les croyants, créent le lien avec le terrestre et le présent.

### Voûte

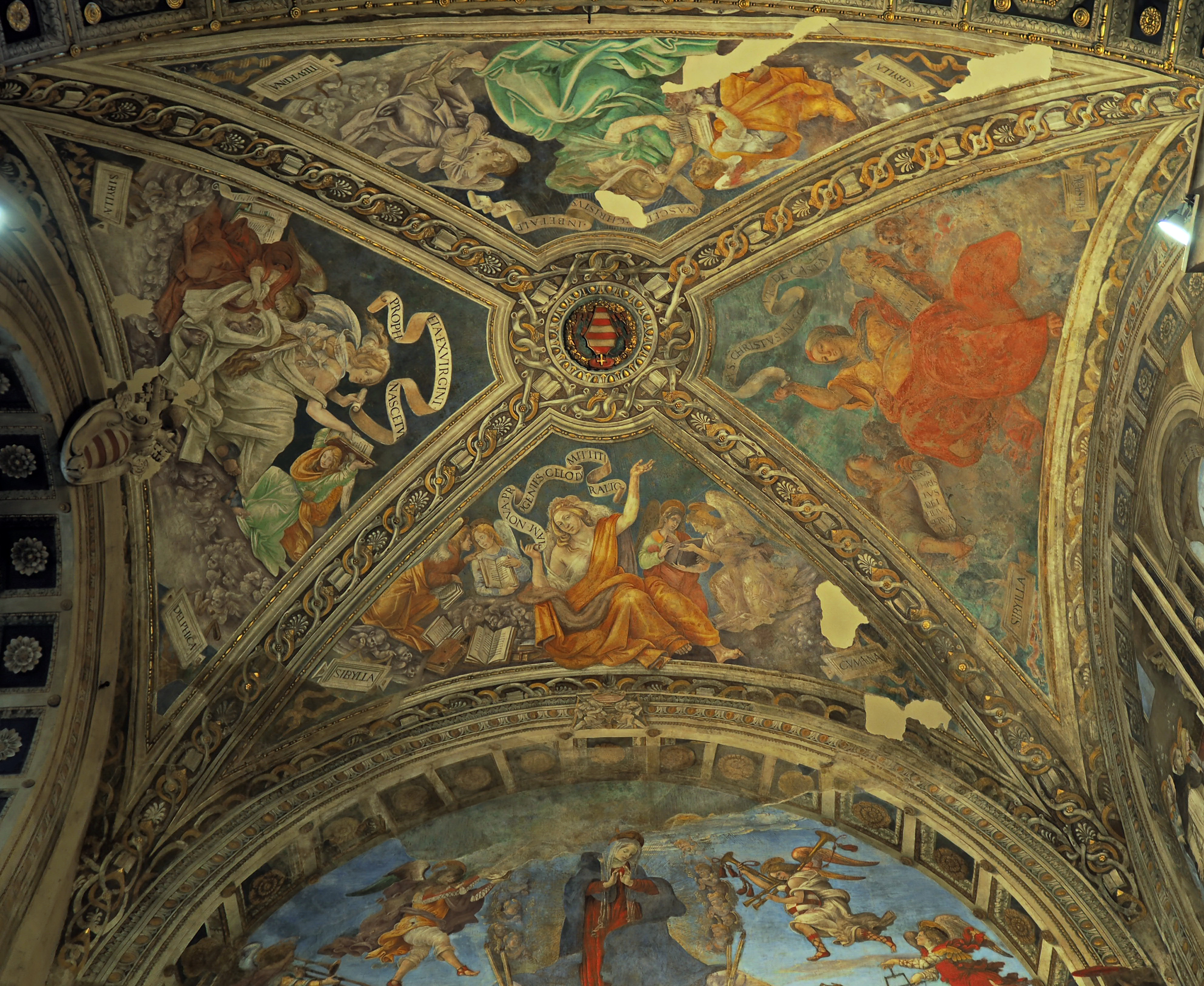
Sibylles.

La voûte d'ogive est divisée en quatre voûtains, sur lesquelles quatre sibylles sont représentées. Le blason Carafa est représenté dans un médaillon à l'intersection des croisées. Les motifs du cadre peint, des branches entrelacées avec des anneaux de diamants (un des symboles de Laurent de Médicis), alternant avec des livres et des palmettes, se poursuivent sur les côtes. L'allusion à la famille Médicis est généralement considérée comme un remerciement pour l'intercession de Laurent envers Carafa en faveur du peintre, et pour son travail de pacification lors de la conjuration des Barons qui a déchiré la patrie de Carafa, le royaume de Naples, en 1485. Les livres soulignent les intérêts culturels du cardinal, qui possédait une bibliothèque richement fournie. Elle est allée en héritage au couvent de l'église Sainte-Marie de la Paix, où il a également financé le cloître construit par le maître d'œuvre Bramante.
Pour les sibylles, Filippino a été le premier florentin à utiliser la vue ascendante en contre-plongée. Le modèle est certainement la fresque de l'Ascension du Christ de Melozzo da Forlì dans la basilique des Saints-Apôtres de Rome, dont certaines parties sont aujourd'hui conservées aux musées du Vatican et au palais du Quirinal sous le nom d'Anges jouant de la musique. Filippino, mais probablement Raffaelino del Garbo, a représenté la sibylle de Cumes, la sibylle libyque, la sibylle tiburtine et la sibylle delphique. Leurs noms figurent sur des plaques de style romain en bas à gauche. Comme les prophètes de l'Ancien Testament, les sibylles prophétisantes étaient considérées comme des symboles de sagesse. Dans leurs mains, elles tiennent des rouleaux volants avec des extraits des écrits de saint Thomas. Elles sont flanqués d'anges lisant ou écrivant des livres. La poitrine à moitié nue de la sibylle de Cumes n'est pas une allusion lascive, comme plus tard au XVIIe siècle, cela aurait été incompatible avec le caractère austère du cardinal ; c'est plutôt une référence à la théologie médiévale, selon laquelle les prophéties des sibylles avaient pour l'homme la même valeur que le lait maternel pour le nouveau-né. Certaines postures rappellent l'art de la Rome antique classique, comme la pose pensive de la sibylle tiburtine et les jambes croisées de celle de Delphes.

### Mur latéral droit
Le mur de droite présente une décoration architecturale similaire à celle du mur du fond de la chapelle, mais est divisé par une frise en un rectangle central et une lunette au-dessus. Les fresques Le Triomphe de Saint Thomas (ou Saint Thomas au fauteuil) et Le Miracle de Saint Thomas (ou Le Miracle du Livre) représentent des miracles de la vie de Thomas d'Aquin, l'un des docteurs les plus importants de l'Église et des dominicains. Elles s'inspirent du Iuin, Somme contre les Gentils.

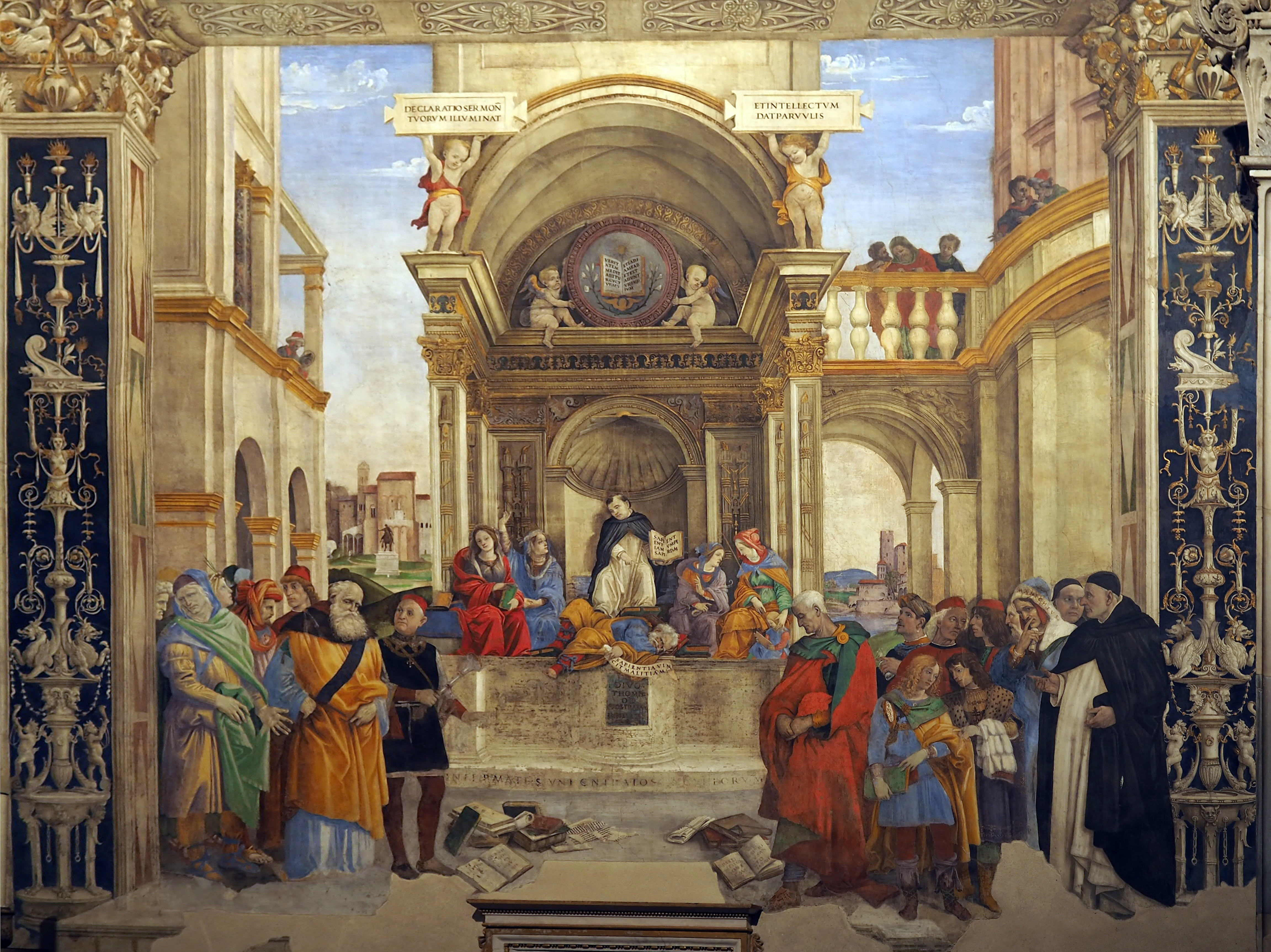
Triomphe de saint Thomas d'Aquin.

La scène représente Thomas d'Aquin dans un fauteuil. Elle s'inscrit dans une architecture spacieuse centrée sur un pavillon avec une voûte d'ogives et un arc en plein cintre au centre. De là, une arcade sur la droite permet de passer jusqu'à une terrasse qui continue jusqu'au bâtiment adjacent. 
Thomas d'Aquin est assis dans la niche, flanqué de quatre figures symboliques, la Philosophie, l'Astrologie, la Théologie et la Grammaire. Thomas tient un livre ouvert où est écrit Sapientiam sapientum perdam (Je détruirai la sagesse du Sage) dans sa main, tirée des paroles de saint Paul dans la bible qui renvoient à leur tour à un oracle cité par Isaïe,. À ses pieds, une figure trapue est allongée sur le sol, couverte de livres, vraisemblablement le philosophe arabe Averroès, la personnification de l'hérésie, avec la bannière où est inscrit Sapientia vincit malitiam (La sagesse vainc la méchanceté) ; une allusion typiquement dominicaine au rôle de la science dans la reconnaissance et la lutte contre le vice et l'hérésie. Aux côtés du saint se trouvent les incarnations des sciences avec leurs noms en lettres d'or sur les robes : depuis la gauche, la philosophie, la théologie avec la couronne vers laquelle le saint se tourne, la dialectique avec l'attribut typique, le serpent, et la grammaire, qui apprend à lire à un enfant, tenant une cravache dans sa main afin de pouvoir punir l'élève s'il est paresseux. 
En dessous, à l'extérieur de la niche, se trouvent deux groupes de personnes disposés symétriquement. Les personnes au premier plan sont pour la plupart des hérétiques, qui sont également identifiés par des inscriptions dorées sur leurs robes, dont certaines sont à peine lisibles. Les deux figures éminentes du groupe sont Arius dans un manteau jaune à gauche et Sabellius dans un manteau rouge à droite (dont les figures ressemblent à la représentation des Daces prisonniers sous l'Arc de Constantin). Le personnage avec le doigt sur les lèvres et l'inscription Manicheus sur le capuchon est interprété comme le fondateur du manichéisme, Mani, et celui avec une boucle d'oreille en perles comme Eutychès. Les livres au sol sont les écrits hérétiques destinés au bûcher. À l'extrême droite se dresse un éminent prêtre dominicain, identifié au supérieur de l'ordre, Gioacchino Torriani. Dehors, à gauche, Niccolò di Pitigliano, alors capitaine général de l'Église, est représenté avant d'exécuter la condamnation du saint. Les deux bâtiments sur les côtés servent de toile de fond ; ils rappellent des exemples de l'école ombrienne comme celle de La Mort de saint Bernardin de Pinturicchio dans la chapelle Bufalini de la basilique Santa Maria in Aracoeli. 
Au-dessus de la niche, des putti portent des inscriptions. À gauche et à l'arrière-plan, figure une vue urbaine de Rome, du Latran et du Tibre, dans laquelle se détache la statue équestre de Marc Aurèle, qui se trouve alors au Latran, car on la croyait à l'effigie de l'empereur Constantin. Il est possible que ces vues représentent le départ de Carafa du Tibre pour aller combattre les Turcs, avant de revenir à Rome en janvier 1473 par la porte San Giovanni.

#### Miracle de saint Thomas

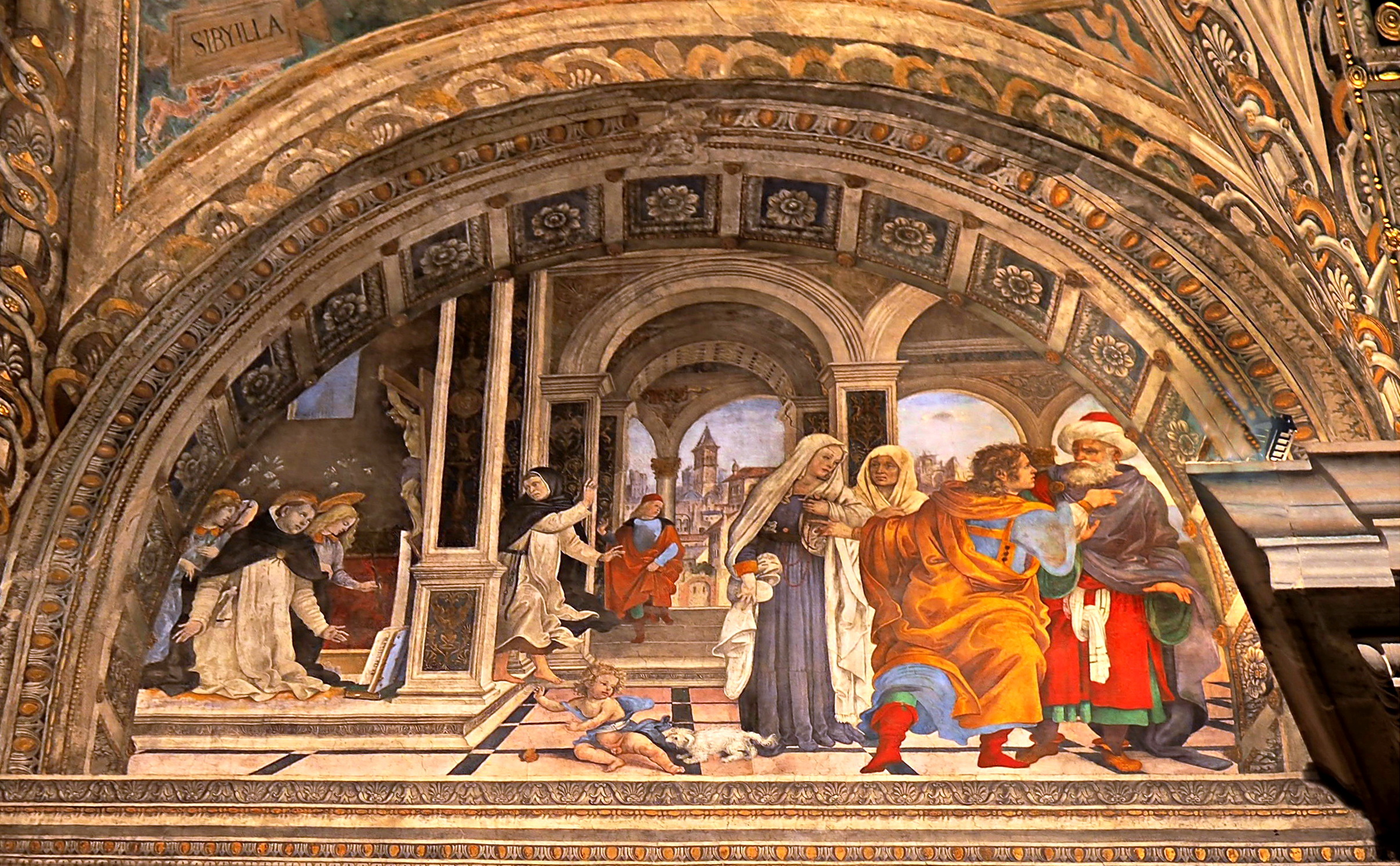
Miracle de saint Thomas.

Dans la grande lunette du panneau latéral droit, Filippino a représenté deux épisodes de la vie de saint Thomas : à gauche, dans un espace intérieur, le Miracle de la Croix, et le Miracle de la Chasteté. Le saint s'agenouille en adoration devant un crucifix ; derrière lui deux anges portent des lys blancs (symbole de chasteté). L'ange sur la gauche soulève légèrement son manteau et montre sa ceinture. Cette représentation rappelle un épisode légendaire de la vie du saint : ses parents tentèrent de le dissuader de la vie monastique et lui envoyèrent une putain. Ayant résisté à la tentation, deux anges sont apparus et ont noué une ceinture autour de sa taille comme symbole de sa chasteté. Le crucifix sur le mur à droite du saint rappelle un autre épisode légendaire selon lequel le Christ a loué le saint et son œuvre (symbolisé par le livre sous la croix) depuis la croix : Bene scripsisti di me Thoma (Tu as bien écrit sur moi, Thomas). Un moine, effrayé par cette apparition, s'enfuit par une porte. Le côté droit montre une loggia en arrière-plan, derrière les arches de laquelle on aperçoit une ville. Les personnes au premier plan sont interprétées différemment. Le chiot tirant sur la robe d'un enfant est considéré comme un symbole du diable, qui veut la pureté de l'enfant. La femme en habit de nonne avec le chapelet dans sa ceinture est peut-être une personnification de l'Église et l'homme en robe rouge sur les marches est interprété comme le Christ, son époux, la robe rouge symbolisant la passion du Christ. L'enfant serait donc, selon les écrits allégoriques d'Ugo da San Vittore, le symbole du clergé né de l'union du Christ avec son épouse. Un homme vêtu de jaune sermonne le vieil homme enturbanné en désignant la femme - l'église. La femme à l'arrière-plan pourrait être une personnification de la synagogue, comme dans le tableau de Sandro Botticelli, La tentation du Christ, dans la chapelle Sixtine. Cependant, il existe également d'autres interprétations plausibles de la scène, qui voient des membres de la famille du saint dans le groupe de personnes.

### Mur latéral gauche

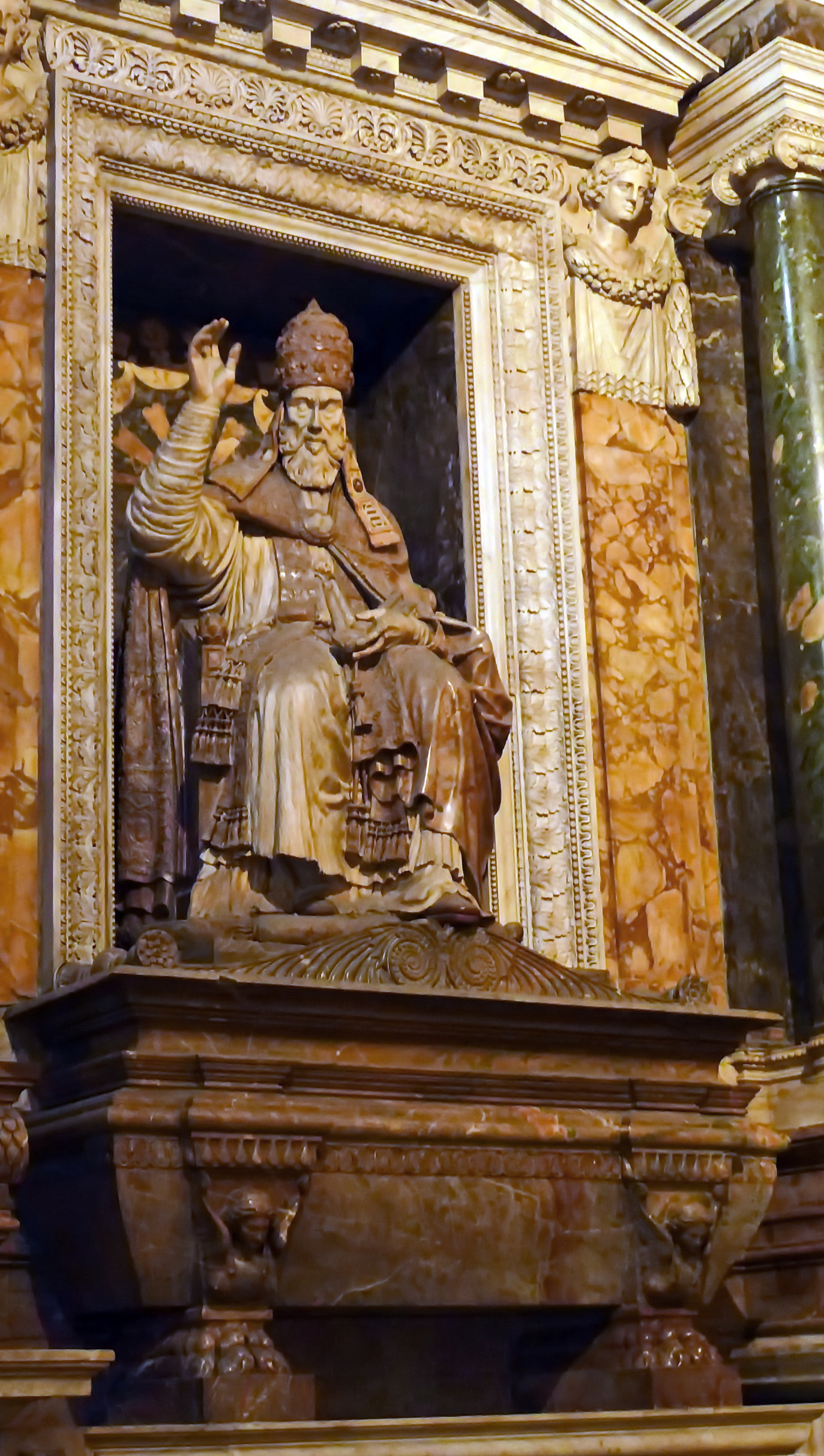
Tombe du pape Paul IV.

Au lieu du mécène et fondateur, le pape Paul IV, de son vrai nom Gian Pietro Carafa, neveu du cardinal, trouva sa dernière demeure dans la chapelle 54 ans plus tard. Le monument funéraire a été exécuté par Giacomo et Tommaso Cassignuola selon un dessin de Pirro Ligorio et domine complètement le mur latéral gauche de la chapelle. Les fresques des Vices et des Vertus de Lippi ont été détruites lors de la construction du monument en 1559 et ne sont plus connues que par la description de Giorgio Vasari.

## Analyse

### Triomphe de saint Thomas
Filippino Lippi démontre dans cette fresque à la fois sa capacité d'invention et d'adaptation. Dans la thématique du Triomphe d'un saint accompagné des Vertus ou des Arts Libéraux, cette fresque est presque comme l'ultime étape avant la mutation opérée par Raphaël. La structure juxtaposée, paratactique, fixe, est devenue débat ouvert, rencontre contradictoire résolue par la suprématie du maître à penser. Obligé par le commanditaire de conserver certains éléments traditionnels et d'atténuer dans l'œuvre les audaces du dessin préparatoire, Filippino réussit cependant à introduire dans l'image la dialectique de l'histoire ; détournement subtil : le triomphe de la pensée scolastique est figuré selon une technique sœur de la rhétorique humaniste. À l'arrière-plan, les personnages accoudés à la balustrade et les paysages romains sont riches de développements futurs. Les bizarreries de certains visages du premier plan sont l'expression tourmentée d'un désir de recherche et d'invention affirmé partout.